# Walki w Brandenburgii (1945)

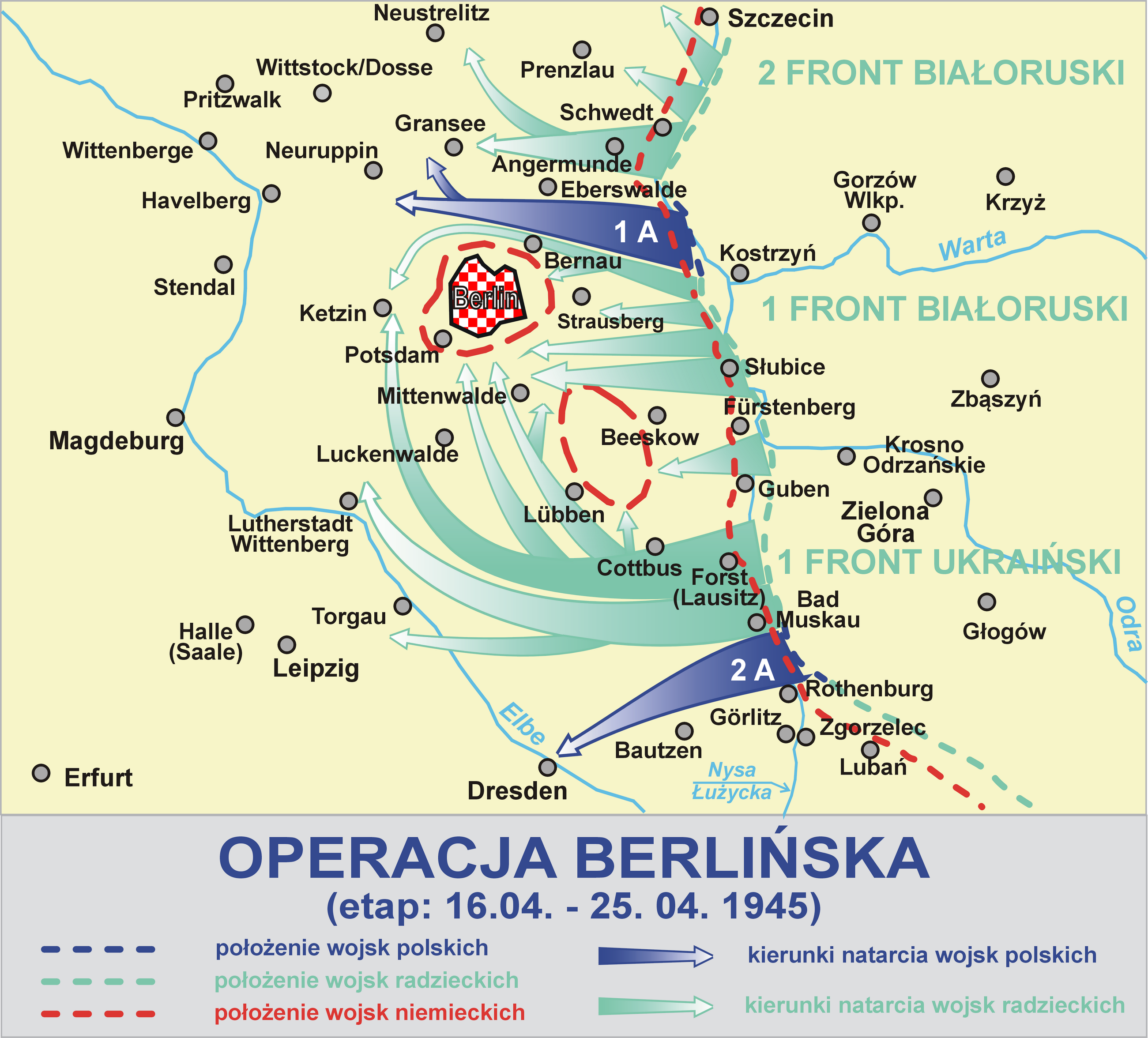

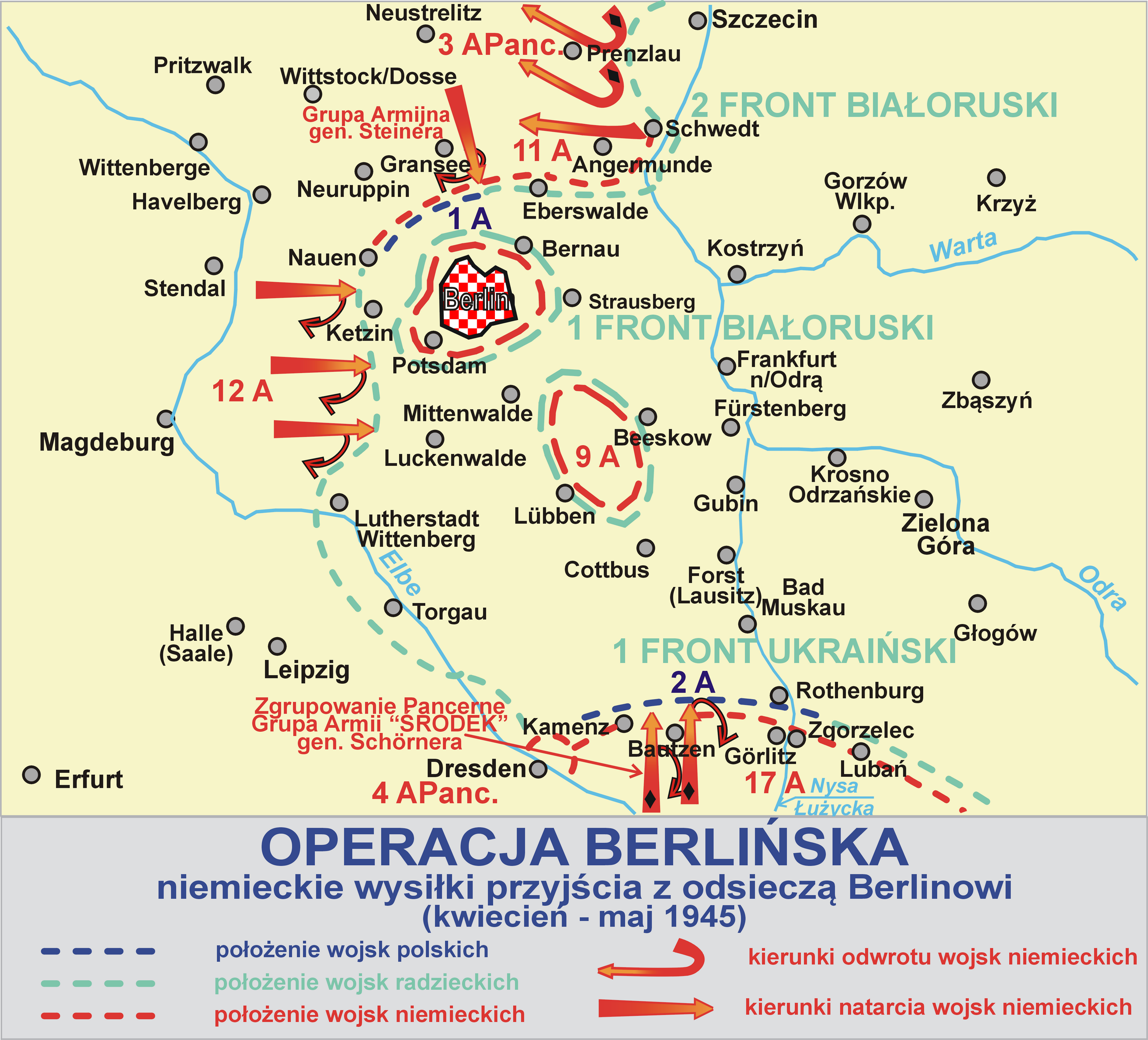

Walki w Brandenburgii – jedna z bitew oddziałów polskich na terytorium Niemiec; działania wojenne prowadzone przez 1 Armię Wojska Polskiego (1 AWP) w dniach od 16 kwietnia do 4 maja 1945 roku, w czasie operacji berlińskiej 1 Frontu Białoruskiego (FB), podczas II wojny światowej.
16 kwietnia 1945 wojska trzech frontów sowieckich rozpoczęły operację berlińską od linii Odry i Nysy Łużyckiej. W operacji brały udział 1 AWP i 2 AWP.

## Działania wojsk lądowych
Po zakończeniu bitwy o Kołobrzeg 1 Armia Wojska Polskiego działając w składzie 1 Frontu Białoruskiego w dniach 8–13 kwietnia wyszła skrytym marszem, liczącym 170–200 kilometrów znad Bałtyku nad Odrę w rejon Siekierki – Gozdowice – Moryń. W nocy 14/15 kwietnia lewe skrzydło 1 AWP przeprawiło się na lewy brzeg Odry na przyczółek 47 Armii sowieckiej na wysokości Gozdowic. Zgodnie z planem operacji 1 AWP działała w ugrupowaniu osłonowym 1 FB. Armia miała za zadanie sforsowanie Odry i przełamanie obrony niemieckiej na odcinku Gozdowice – Wał Karlbiese, osiągnąć Starą Odrę, a następnie kontynuować natarcie na kierunku Sachsenhausen – Friesack –Arneburg n/Łabą. W zabezpieczeniu działań Frontu przy okrążaniu Berlina, prawym sąsiadem 1 AWP była 61 Armia, a na lewo 47 Armia, która działała na głównym kierunku uderzenia Frontu. Uderzenie 1 AWP miała wykonywać we współdziałaniu z 47A. W pierwszym rzucie 1 AWP na wschodnim brzegu Odry znalazły się 1 DP i część 2 DP, a część 2 DP i 3 DP w drugim rzucie. W drugim rzucie były także 4 i 6 DP, w odwodzie 1 BK, 4 BAPpanc i 4 pczc.
16 kwietnia o godz. 5.45 po 30-minutowym przygotowaniu artyleryjskim 1 AWP przeszła do natarcia. Na prawym skrzydle sforsowano Odrę i przełamano pierwszą pozycję. Na lewym z przyczółka 47 A przełamała pierwszą i drugą pozycję niemiecką. Nocą 17 kwietnia wprowadzono do walki 6 DP. 18 kwietnia 1 AWP przełamała główny pas obrony i opanowała wschodni brzeg Starej Odry. 4 DP wzmocniona czołgami i działami wspólnie z 3 DP 19 kwietnia wykonała manewr oskrzydlający, uderzając z rejonu Wriezen w skrzydło obrony niemieckiej. 2 DP w tym czasie forsowała Starą Odrę opanowując Neugaul i zmuszając Niemców do odwrotu. 1 AWP przeszła do działań pościgowych w kierunku Oranienburga. 21 kwietnia prawe skrzydło 1 AWP przełamało kolejną rubież obrony. 4 DP wysunęła się daleko na zachód opanowując rejon Bernau. Między 4 DP, a pozostałymi dywizjami powstała luka w którą wprowadzono 1 BK, następnie 6 DP. W nocy 22/23 kwietnia 3, 6 i 4 DP sforsowały Kanał Hohenzollernów. 24–30 kwietnia 1 AWP umacniała się na pozycji Bernowe, Sandhausen, Ruppiner Kanal, Kremmen, Bornicke, Nauen i zorganizowała zewnętrzny pierścień okrążenia Berlina.
25 kwietnia wojska sowieckie zamknęły w rejonie Poczdamu wewnętrzny pierścień okrążenia Berlina, wtedy Grupa Armii Steinera przystąpiła do przełamania pierścienia okrążenia w kierunku na północ w celu udzielenia pomocy Berlinowi. W tym dniu na obronę 2 DP uderzyły oddziały GA Steinera włamując się w obronę na 3 kilometry, a walki trwały do 27 kwietnia. W wyniku polskich kontrataków wspartych lotnictwem 1 Korpusu Lotnictwa Mieszanego włamanie zlikwidowano. 30 kwietnia 1 AWP przełamała obronę nad Haupt Kanal.
26 kwietnia do Berlina przybył 6 samodzielny batalion pontonowo-mostowy, a w nocy 26/27 kwietnia 2 Brygada Artylerii Haubic. 1 Samodzielna Brygada Moździerzy wspierała od początku operacji oddziały 47 Armii. 6 bpont-most. wspierał 2 Armię Pancerną Gwardii. 30 kwietnia do Berlina została przewieziona 1 DP, gdzie wzięła bezpośredni udział w szturmie miasta.
3, 4 i 6 DP rozwinęły działania w kierunku zachodnim. 6 DP 1 maja sforsowała Hawelę i 3 maja o godz. 16.00 jako pierwsza osiągnęła Łabę, likwidując do 6 maja zgrupowanie niemieckie pod Klitz. 2 DP zdobyła 1 maja Fehbellin.
1 AWP wyszła na Łabę i nawiązała styczność z 9 Armią amerykańską. 4 – 9 maja 1 AWP przekazała swój odcinek frontu wojskom sowieckim i przeszła do rejonu na północ od Berlina.
W toku działań w Brandenburgii 1 AWP zadała Niemcom duże straty, biorąc do niewoli ok. 500 żołnierzy. Straty własne w poległych i rannych to 10385 żołnierzy i oficerów w tym 2958 zabitych i zmarłych od ran.

## Działania lotnictwa
W operacji w Brandenburgii w kwietniu i maju wzięły udział 4 DLMiesz oraz 1 KLMiesz (sztab w czasie operacji w Kostrzynie) w składzie: 2 DLSzturm i 3 DLMyśl. Lotnictwo polskie na szlaku bojowym od Odry do Berlina współdziałało z sowiecką 16 Armią Lotniczą wspierającą działania 1 Frontu Białoruskiego. Początkowo pułki 4 DLMiesz prowadziły rozpoznanie i atakowały niemieckie stanowiska ogniowe na lewym brzegu Odry z zadaniem wsparcia 1 AWP podczas forsowania rzeki na odcinku Stara Rudnica - Gozdowice. Z chwilą przełamania obrony niemieckiej nad Odrą lotnictwo prowadziło rozpoznanie i atakowało oddziały, by uniemożliwić im przeciwdziałanie na ziemi i w powietrzu. 20 kwietnia klucze samolotów 3 PLSzturm., pod osłoną myśliwców 1 plm, atakowały oddziały Niemców w Bad Freienwalde i Eberswalde. W dniach następnych podobne uderzenia bombowo-szturmowe wykonywała 4 DLMiesz. Jednocześnie przez cały czas prowadzono rozpoznanie i atakowano nieprzyjaciela na przedpolu natarcia I AWP i sowieckiej 61 Armii. 1 KLMiesz. wszedł do działań 24 i 25 kwietnia 1945 w składzie 2 DLSzturm. i 3 DLMyśl. Wspólnie z 4 DLMiesz osłaniał ugrupowania własnych wojsk przed nalotami niemieckimi oraz prowadził rozpoznanie w okolicach Angermiinde, Templin, Neuruppin i Friesack. Grupy samolotów szturmowych w osłonie myśliwców atakowały zgrupowanie niemieckie w okolicach Oranienburga, Kremmen, Fehrbellin, Dechtow, Neuruppin, Gross-Dolin i Gross-Schonebeck. 30 kwietnia i 1 maja dywizje przebazowano na północny zachód, i zachód od Berlina, na lotniska: Vehlefantz (korpus) i Mothlow (4 DLMiesz.), z których wykonywały ostatnie w czasie II wojny światowej zadania.
Podstawowym zadaniem lotnictwa polskiego w operacji w Brandenburgii było wsparcie działań wojsk lądowych na polu walki, czyli zadania dla lotnictwa operacyjnego. W ciągu 9 miesięcy działań na froncie polskie jednostki lotnicze wykonały ponad 13 tys. lotów na korzyść wojsk, z tego 5867 lotów wykonały jednostki bojowe, a pozostałe - oddziały lotnictwa pomocniczego. Straty niemieckie zadane przez lotnictwo na polach Mazowsza, Pomorza i pod Berlinem: 25 czołgów, 723 moździerze i działa artyleryjskie, 294 wagony, 28 parowozów, 5 barek, 1358 samochodów i setki wozów taboru konnego. Ponadto lotnictwo WP obezwładniło okresowo dziesiątki baterii artylerii i zniszczyło kilkadziesiąt składów amunicji. W walkach pow. zestrzelono na pewno 16 samolotów i 4 zniszczono na lotniskach. Lotnictwo na wschodzie brało udział we wszystkich ważniejszych operacjach l AWP.
W końcu wojny w lotnictwie na wschodzie walczyło ok. 850 samolotów, z tego 50% to samoloty bojowe (Pe-2, Jak-1, Jak-9, Po-2). Stan osobowy lotnictwa to 17700 ludzi z tego 15574 żołnierzy i oficerów i 875 pracowników cywilnych.

## Pamięć
Walki żołnierzy wojsk lądowych i lotnictwa w Brandenburgii zostały upamiętnione na Grobie Nieznanego Żołnierza w Warszawie, na tablicy poświęconej lotnictwu, napisem na jednej z tablic po 1990 r. – "BRANDENBURGIA 16 IV – 4 V 1945".